# Vojtěch Řepa
Vojtěch Řepa, né le 14 août 2000 à Velká Bíteš, est un coureur cycliste tchèque.

## Biographie
Jusqu'à ses 16 ans, Vojtěch Řepa pratique le hockey sur glace. Une grave blessure à la cheville l'amène finalement au cyclisme,. Repéré par l'ancien cycliste tchèque René Andrle, il rejoint en 2019 l'équipe cycliste Topforex-Lapierre, qui court avec une licence d'équipe continentale l'année suivante.
En 2020, il attire l'attention en devenant champion de République tchèque sur route espoirs et en terminant troisième du contre-la-montre. En août, il termine troisième du championnat d'Europe espoirs sur le circuit de Plouay. En fin de la saison, il remporte le classement général du Tour of Malopolska, son premier succès sur l'UCI Europe Tour.
Repéré notamment par sa performance aux championnats d'Europe, il rejoint l'UCI ProTeam espagnole Kern Pharma en 2021. Il épingle son premier dossard sur le Grand Prix La Marseillaise, où il participe à la plus longue échappée. Sa course suivante, l'Étoile de Bessèges, débute par une lourde chute, dont il ressort avec 3 dents cassées. Cela ne l'empêche pas de s'échapper le lendemain lors de la deuxième étape. Sa saison est perturbée par une paralysie faciale.
En 2022, il termine cinquième et meilleur jeune du Tour de Slovénie. La même année, il participe au Tour d'Espagne qu'il termine à la 77e place du général.
En mai 2023, il annonce mettre fin à sa carrière à 22 ans.

## Palmarès
- 2018
  - 2e du championnat de République tchèque sur route juniors
- 2019
  -  Champion de République tchèque sur route par équipes[n 1]
- 2020
  -  Champion de République tchèque sur route espoirs
  - Classement général du Tour of Malopolska
  - 3e du championnat de République tchèque du contre-la-montre espoirs
  -  Médaillé de bronze du championnat d'Europe sur route espoirs

## Résultats sur les grands tours

### Tour d'Espagne
1 participation
- 2022 : 77e

## Classements mondiaux
| Année                                 | 2019  | 2020 | 2021  | 2022 |
| ------------------------------------- | ----- | ---- | ----- | ---- |
| Classement mondial                    | 2462e | 220e | 2339e | 618e |
| UCI Europe Tour                       | 1570e | 184e | 1561e | 478e |
|                                       |       |      |       |      |
| Légende : nc = non classéSource : UCI |       |      |       |      |